# 刀狩
刀狩（かたながり、刀狩り）は、日本の歴史において、武士以外の僧侶や農民などに、武器の所有を放棄させた政策である。
鎌倉時代の1228年（安貞2年）に、第3代執権北条泰時が高野山の僧侶に対して行ったものが、日本史記録上の初見で、後に1242年（仁治3年）には、鎌倉市中内の僧侶とその従者（稚児、中間、寺侍、力者など）に帯刀を禁止する腰刀停止令を出し、違反者の刀剣は没収し大仏に寄付するとした。また1250年（建長2年）に第5代執権北条時頼は範囲を拡大し、市中の庶民の帯刀と総員の夜間弓矢の所持を禁止した（『吾妻鏡』）。
戦国時代には諸大名によって行われている。天下を統一しつつあった豊臣秀吉が安土桃山時代の1588年8月29日（天正16年7月8日）に布告した刀狩令（同時に海賊停止令）が特に知られており、全国単位で兵農分離を進めた政策となった。
柴田勝家も、1575年から翌年にかけて越前国の一向一揆の鎮圧のために武器の奨励と没収を行ったことがある（後述）。

## 刀の神聖視と習俗と刀狩
刀は、神聖視されて神社の神体となったり信仰の対象ともなった。一般的な通念と違い、騎馬上で刀や槍を振るうことは無く、騎馬白兵戦は無かった。14世紀に一時騎馬での刀戦が行われたが、小型の日本馬の馬上では難しく馬も傷つきやすいので、すぐに馬から降りて戦うようになった。戦傷も矢疵がほとんどで、中心は矢戦での遠距離戦だった。首を取るための近接戦闘の場合に刀戦となり、これが日本の合戦で白兵戦中心だとのイメージとして伝わった。しかし、前線でもあくまで騎馬弓兵が中心で、刀は本来戦闘での主役ではなかった。だが、早くから武士にとって刀は武の象徴とされ、織田信長、豊臣秀吉、徳川家康も、戦力や現実の使用を超えて名刀を集めていた。後述のように500万本もの刀が太平洋戦争後に存在したことは、刀が精神性を帯びたもので単なる武器で無かったことを表す。
そして16世紀には、近畿や関東で庶民にも15歳の成人祝いを「刀指」と呼んで脇差を帯びることが習俗となっていた。柳田國男の「日本農民史」によると、日向の椎葉村では「おとな百姓」の家は村の3分の1に上り、名字もあり帯刀する別の階級で、農業は他の「小百姓」に任せて、たえず戦争に参加し落ち武者狩りも行っていた。関東でも後北条氏の動員令では｢侍（上層の農民）｣でも｢凡下(（一般の農民）｣でも弓、槍、鉄砲は自弁で、村の武装は参戦可能で当然としている。ルイス・フロイスは『日本史』で、
文禄2年（1593年）の九州における豊臣政権による刀狩の記事で「日本では今日までの習慣として、農民を初めとしてすべての者がある年齢に達すると」大小の刀を帯刀し、刀と脇差と呼び重んじていて、取り上げられるのを悲しんだ、と記述している。また中世や近世で、農民の腰の指物は不可侵で、中世以後16世紀や17世紀の村の争いでも相手の脇差を奪うことは重大で犯罪とされた。中世以来、刀は農民にとって武装権とともに成人男性の人格と名誉の象徴であり、刀狩はそれを奪うということで大きな問題だった。

## 柴田勝家の越前刀行政
柴田勝家の農民の刀と武装に対する行政は、後の豊臣政権の刀狩とは意図や内容を異にしており、寺社と農民の武装を前提に、寺社と門徒を中心に武器の増減を行い、反本願寺派や織田家の縁社の武力を高め、元一揆側の刀を減少させることで地域に区別を明確にさせるとともに、元一揆側の力を削ごうとしている。越前一向一揆の総大将で事実上の守護の下間頼照を織田軍が攻め、落城の際に逃亡するところを発見し討ち取った反本願寺派の真宗高田派の寺院と門徒に対しては、逆に武装を奨励している。1575年（天正3年）10月、真宗高田派の坂井郡黒目の称名寺に、門徒の地域の黒目村他4村に腰刀・武具での武装を命じ、翌1576年（天正4年）5月には同派の専修寺門徒にも同様の「兵具を備えて忠節を尽くすよう」指令している。同時期に同派の大野郡折立の称名寺には、より踏み込み「購入してでも帯刀するよう」指示している。
その一方で、総員13万8千余人の越前一揆のうち丹生郡と越前海岸辺は約3万5千人を出したが、同年（天正4年）1月に丹生郡織田の寺社と関係者に対して、知行により刀の数量を決めて提出させる指令を出した。寺社は、知行に対する課役ととらえ、以前より知行高に対する諸役は免除されていることを理由に免除を願っている。
その中で、信長の先祖が神官で氏神で関係の深い織田神社へは対応が違い、領安堵の文書に、神社関係者に「刀さらへ」を免除するとした。これは後代に、江戸時代元禄期作の『明智軍記』に壮大に誇張して書かれ「九頭竜川に、刀狩の刀剣を溶かし鎖を作り船橋を渡した」という「船橋伝説」や「農具を製作した」などの説話が創作され、柴田神社に鎖が展示されるが、根拠は無い。（以上本節）

## 豊臣氏の刀狩令

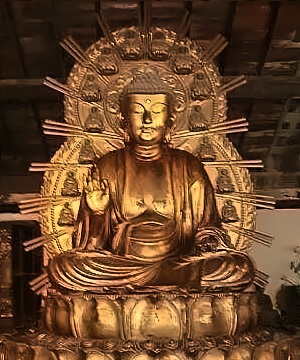
現在の方広寺本尊盧舎那仏座像。往時の大仏（京の大仏）の1/10の大きさの模像と伝わる。

豊臣秀吉が1588年（天正16年）に発した刀狩令は次の3か条からなる。
- 第1条 百姓が刀や脇差、弓、槍、鉄砲などの武器を持つことを固く禁じる。よけいな武器をもって年貢を怠ったり、一揆をおこしたりして役人の言うことを聞かない者は罰する。
- 第2条 取り上げた武器は、今つくっている方広寺大仏（京の大仏）の釘や、鎹（）にする。そうすれば、百姓はあの世まで救われる。
- 第3条 百姓は農具だけを持って耕作に励めば、子孫代々まで無事に暮せる。百姓を愛するから武器を取り上げるのだ。ありがたく思って耕作に励め。
  - また、没収された武器類は方広寺大仏（京の大仏）の材料とすることが喧伝された[注 1]。

この刀狩り令の発給は、実質は九州諸侯と淡路国の加藤嘉明などの近侍大名・武将の一部、畿内・近国と主要寺社に限られる。だが、豊臣政権の法令は、天正18年（1590年）8月10日の後北条氏の殲滅後の奥州仕置の諸政策総覧の確認のための石田三成あて朱印状では、刀狩りで「刀類と銃の百姓の所持は日本全国に禁止し没収した、今後出羽・奥州両国も同様に命じる」とされ、秀吉は、基本的な法令を含め全国諸侯には出さないが、一度発布した法令は全国に適用し、どこの大名と各地域も拘束するものと捉えていた。
秀吉は、関白就任3か月前の1585年（天正13年）3月から4月に根来衆・雑賀一揆制圧戦で、戦参加の百姓を武装解除が前提で助命し耕作の専念を強いる、第1条、第3条に類似する指令を出して、すでに政策の原型はできており、歴史家の藤木久志から「原刀狩令」と名付けられている。同年6月にも高野山の僧侶に対して同様の武装放棄と仏事専念を指令し、10月実行させた。
『多聞院日記』などでは、政策の主目的が一揆（盟約による政治共同体）の防止であったと記されている。当時の百姓身分の自治組織である惣村は膨大な武器を所有しており、相互に「一揆」の盟約を結んで団結し、領主の支配に対して大きな抵抗力を持つ存在だった。
ルイス・フロイスの『日本史』によると、刀狩に先立つ1587年（天正15年）にバテレン追放令が出された肥前国（佐賀県、長崎県）では、武装蜂起に備え武器を隠すのを防ぐために、刀鑑定の刀匠を派遣し「名刀を買いに来た事」を宣伝し、自慢の刀の価値を知ろうと集まった村人たちに、刀匠が持ち主や銘を聞き記録作成し、その記録を元に刀狩令を交付後100人近い役人を投入し16000本の刀を没収した。
ただ実際には、その他の槍、弓矢、害獣駆除のための鉄砲や祭祀に用いる武具などは所持を許可されていたともいわれている。そもそも秀吉の刀狩令は全面的武装解除を行うものではなく、農村に大量の武器が存在する事実を承認しつつ、村々百姓に武装権の行使を封印するよう求める趣旨のものであったとする研究がなされている。刀狩りは、1人当たり大小1腰を差し出せという実行形態も多いし、調べの後すぐに所持が許可された例も多く、中世農民の帯刀権をはく奪する象徴的な意味で行われたと思われ、これにより百姓の帯刀を免許制にするという建前を作りだすことに重点があった。そのため、刀狩の多くは武家側が村に乗り込むのではなく村任せで実行されたケースが多い。
秀吉は、刀狩に先行して、1587年（天正15年）ごろ、武器の使用による村の紛争の解決を全国的に禁止した（喧嘩停止令）。それまでの日本では多くの一般民衆が武器を所持しており、特に成人男性の帯刀は一般的であった。また、近隣間の水利や里山、草地などの権利や、他の些細なトラブルでさえ暴力によって解決される傾向にあったがそれらを防止した。この施策は江戸幕府にも継承された。
さらに、天下統一後の1590年（天正18年）「浪人停止令」で、農村内の武家に仕える定まった奉公人以外の雑兵農民を禁止し村から追い出す指令を出したが、その第3条で奉公人以外の百姓から武装を取り上げるように指示した。一方、武家奉公人の農村内での武器の所持を例外として認めていた。
以上のことから、秀吉の刀狩令は百姓身分の武装解除を目指したものではなく、農村内の武器の存在を前提としながら、百姓身分から帯刀権を奪い、その武器使用を規制するという兵農分離を目的としたものであったとする学説が現在では有力である。そもそも当時は厳格な身分制度は確立しておらず、武士と一般民衆の区別は存在しない。惣村の有力者の多くが国人領主と主従関係を結んで地侍になっており、当時の一揆は、農民蜂起とも、武士による叛乱とも区別がつきにくいものである。その区別が生まれたのが、刀狩令以降である。

## 江戸時代の刀狩の展開
後に江戸時代には長州藩など帯刀免許制も崩れた地域もあり、地方により規制に強弱が見られ、江戸幕府が当初には銃刀規制に積極的ではなかった。天草・島原一揆に、危機感を募らせた肥後藩の細川忠利の「全国への武具取り上げ」のたびたびの老中への提言にも動かなかった。逆に、天草一揆後、天草藩へ国替えになった山崎家治は前領主が集めていた一揆方の多くの武器、刀脇差1450本、鉄砲324挺の全てを幕閣の承認を得て、元の村内へ返却している。江戸町民も長刀・長脇差以外の一般の1尺8寸（約54cm）までの脇差の装備は1720年（享保5年）でも布令は無くとも慣習として行われていた。そして1683年までは、旅立ち・火事・葬礼時の町民の帯刀二本差しも許容されていた。しかし、「文治政治」の導入に伴って、17世紀後半に再び帯刀規制に乗り出した。1668年（寛文8年）江戸御用町人以外の日常帯刀を禁止し、後1683年（天和3年）に江戸町民全ての帯刀を禁止して、それは全国的に拡大していき17世紀末には国中に広がった。ただし18世紀でも山城地方など村頭と神主に日常、戦国時代以来の郷侍の家に祭礼時の帯刀を認めた例はある。しかし、百姓に日常帯刀は認めないという秀吉の刀狩りの原則は貫徹していたが、やがて豊かになった百姓により金で帯刀権は買えるようになり帯刀者は増えていき原則は一部崩れていく。だが、二本差し帯刀が身分表象であることは残る。しかし、農村と町民には蓄えられた膨大な武器があった。
徳川綱吉の治世で行われた諸国鉄砲改めでは、村によってかなりのばらつきがあるものの、領内の百姓所持の鉄砲数が武士の鉄砲数をはるかに上回るような藩が多くあった。
ただし内戦状態が解消して安定状態がもたらされた江戸時代には、一揆が起きても鉄砲や弓矢といった飛び道具の持ち出しは19世紀前半の幕末になるまでは自粛されており、統治者と民衆の間で一定の妥協が成立していた。

## 近代以後の刀と銃規制

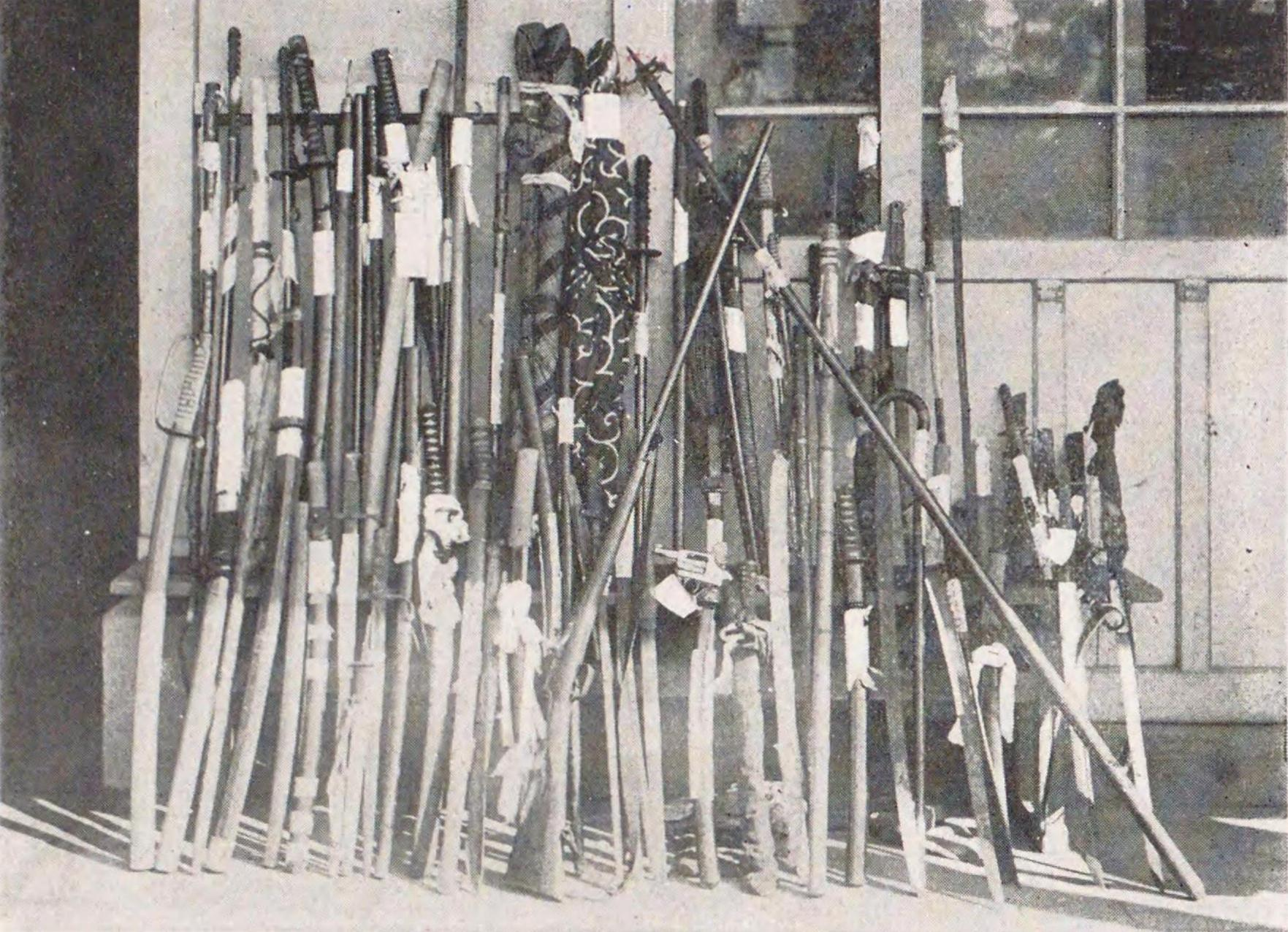
関東大震災発生後に押収された自警団の武器。

明治時代には近代国家を目指した規制がされ、士族を含めた国民に公然とした帯刀を禁ずる廃刀令が出される。だが没収や所有を禁じたものではなかった。大礼服着用時と軍人、警察、官吏の勤務中の制服着用時のみ身分表象として帯刀を許した。銃については1872年（明治5年）銃砲取締規則を制定して免許した銃以外の所有を禁じた。
国民に所有される膨大な武器が大きく削減するのは、太平洋戦争敗戦後の、連合国軍最高司令官総司令部の占領政策による。1946年（昭和21年）に「銃砲等所持禁止令」が施行され、狩猟用や射撃競技用以外の銃器類と、美術用以外の日本刀を所持することができなくなった。これらは没収後の保管場所から「赤羽刀」とも通称され、これにより300万もの刀剣が没収されたと文化庁は述べた。没収喪失した中には占領軍を恐れてやみくもに出された名刀も多く含まれた。また「GHQが金属探知機で探しにくる」という流言から、所有者が刀剣を損壊・廃棄したり、隠匿により結果腐朽させてしまったりした。それまでの銃刀の所有世帯への政策は占領終結後もほぼ引き続き行われ、禁止令が改められた銃砲刀剣類所持等取締法による許可・登録制と治安を重点とした対策となった。警察により、一層武器の取締りが厳しくなったが、1999年（平成11年）の段階で銃刀法による登録は、刀は231万2千本、銃器は6万8千挺に上る。太平洋戦争前の国民の所有する刀は計約500万本であり、敗戦直後には1500万世帯だったので戦前には平均3軒に1軒は刀を所有して身辺に存在していたことになり、明治時代の刀狩りが武装解除ではなかった象徴と言える。その後、犯罪対策で、特に銃器関連は厳しくなり所持するには通常少なくとも数か月期間の審査を受けることが必要となった。